# Passaporte sérvio
Os passaportes sérvios são emitidos para cidadãos sérvios de qualquer idade e é o principal documento de viagem internacional emitido pela Sérvia . 
Os passaportes são emitidos pelo Ministério da Administração Interna ou, se o cidadão reside no exterior, na embaixada. Além de servir como prova de identidade e de cidadania, eles facilitam o processo de obter assistência dos funcionários consulares sérvios no exterior, se necessário. Os cidadãos não podem ter vários passaportes ao mesmo tempo. 
Os passaportes biométricos sérvios foram introduzidos em 1 de julho de 2008. 

## Aparência

### Design
Os atuais passaportes são emitidos de acordo com a "Lei sobre documentos de viagem" de 2007.  Os passaportes sérvios têm uma capa vermelha bordô, de acordo com o padrão da UE e inscrições em letras douradas - РЕПУБЛИКА СРБИЈА, REPÚBLICA DA SÉRVIA e REPUBLIQUE DE SERBIE, na parte superior, e ПАСОШ, PASSPORT e PASSEPORT na parte inferior divididas pelo brasão de armas (texto em inglês e francês adicionado em 2016). O símbolo do passaporte biométrico, alertando para a presença de um chip RFID dentro do documento, está localizado na parte inferior da capa. A capa interna apresenta o brasão de armas sérvio em tinta azul marinho, enquanto a primeira página contém o nome do país e a palavra "passaporte" em três idiomas - sérvio ( em cirílico ), inglês e francês . A contracapa interna contém informações sobre assistência consular nos três idiomas mencionados acima. 

### Página de informações de identidade
O passaporte sérvio inclui os seguintes dados: 
- Tipo ('P' - Passaporte)
- Código do país emissor ("SRB" - Sérvia)
- Número de série do passaporte
- Nome do portador
- Nacionalidade ("Republike Srbije" (República da Sérvia))
- Data de nascimento (DD.MM.AAAA)
- Número de identidade nacional
- Gênero
- Naturalidade
- Local de residência
- Escritório emissor
- Data de emissão (DD.MM.AAAA)
- Data de validade (DD.MM.AAAA)
- Assinatura e foto do portador

A página de identidade também contém o chip RFID . 

### Idiomas
A página de dados é impressa em sérvio (escrita em cirílico), inglês e francês, enquanto os dados pessoais são inseridos em sérvio (escrito em latino). 

### Páginas Visa
O passaporte contém mais 32 páginas adequadas para visas e carimbos de fronteira. Eles apresentam uma variedade de cores claras, predominantemente vermelho, verde, amarelo e azul, e têm o brasão sérvio no meio. Eles são perfurados com o número de série do passaporte na parte inferior e possuem marcas d'água com números de página. 

## Requisitos de foto biométrica
- O tamanho da foto deve ser 50 × 50 mm
- A foto deve ser colorida
- Deve ter sido tirada nos últimos seis meses
- O fundo deve ser branco
- Altura da cabeça (até o topo do cabelo): 68%
- Distância da parte inferior da foto até a linha dos olhos: 56%
- O arnês só pode ser usado por motivos religiosos

## Validade
Passaportes emitidos para adultos são válidos por 10 anos. Os passaportes emitidos a menores têm duração limitada:
- menores de 3 anos recebem passaporte válido por 3 anos
- pessoas de 3 a 14 anos recebem passaporte com validade de 5 anos[3]

## Mensagem diplomática
A seguinte mensagem diplomática está escrita no interior da última capa em sérvio, inglês e francês:
"Este passaporte serve para o seu titular viajar para o estrangeiro e para estabelecer a sua identidade e estatuto de cidadania durante a sua estadia no estrangeiro. O titular deste passaporte é obrigado a comunicar sem demora a perda do seu passaporte às autoridades competentes de emissão, se no exterior, à missão diplomática ou consular mais próxima da República da Sérvia que esteja obrigada a prestar assistência e proteção consular ao seu titular em país estrangeiro."